# Lilla Kroktjärnen (Säfsnäs socken, Dalarna)
Lilla Kroktjärnen är en sjö i Ludvika kommun i Dalarna och ingår i Göta älvs huvudavrinningsområde.